# Darren Cahill

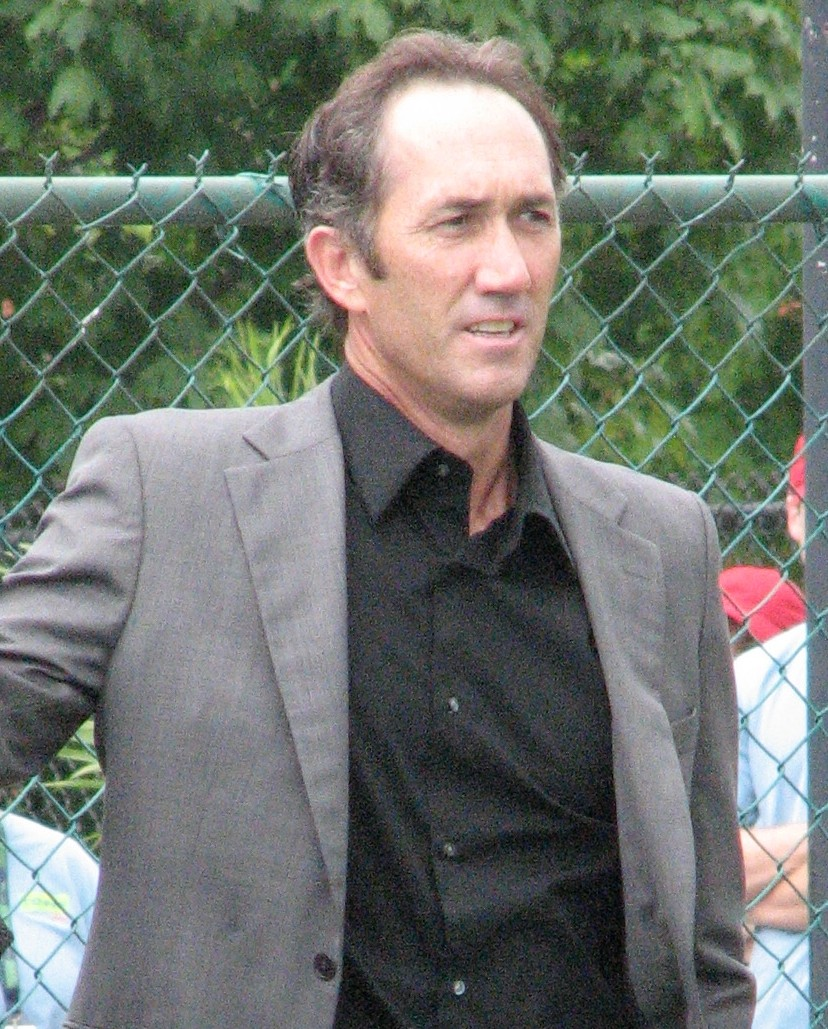
Darren Cahill

Darren Cahill (Adelaida, Australia, 2 de octubre de 1965) es un exjugador de tenis australiano. En su carrera ha conquistado 15 torneos ATP y su mejor posición en el ranking de individuales fue la número 22 en abril de 1989 y en el de dobles fue el número 10 en agosto de 1999